# 新シャーロック・ホームズ おかしな弟の大冒険
『新シャーロック・ホームズ おかしな弟の大冒険』（原題：The Adventure of Sherlock Holmes' Smarter Brother）は、1975年に公開されたアメリカ合衆国・イギリスのコメディ映画。本作ではシャーロック・ホームズに弟のシガーソン・ホームズがいるという設定になっている。シガーソン役のジーン・ワイルダーが監督と脚本を兼ねている。

## ストーリー
時は1891年、ヴィクトリア女王から機密文書を受け取ったレッドクリフ卿だったが、その夜何者かに盗まれてしまった。
女王から文書を取り戻すように依頼を受けたシャーロック・ホームズは、敵にワトソンと共に海外に向かったと思わせ、弟のシガーソンにレコードのようにものを覚えるオーヴィル・スタンリー・サッカーを差し向ける。サッカーがシガーソンにホームズの伝言を伝えた直後、ジェニー・ヒルという嘘つきな女性が現れる。
シャーロック・ホームズが陰ながら支えるなか、シガーソンたちはモリアーティ教授たちの手に渡らぬうちにオペラ歌手のギャンベッティから文書を取り戻すため、作戦を開始する。

## キャスト
| 役名                         | 俳優                   | 日本語吹替                                                                              |
| 役名                         | 俳優                   | テレビ朝日版                                                                            |
| ---------------------------- | ---------------------- | --------------------------------------------------------------------------------------- |
| シガーソン・ホームズ         | ジーン・ワイルダー     | 広川太一郎                                                                              |
| ジェニー・ヒル               | マデリーン・カーン     | 天地総子                                                                                |
| オービル・S・サッカー        | マーティ・フェルドマン | 熊倉一雄                                                                                |
| エドゥアルド・ギャンベッティ | ドム・デルイーズ       | 岡村喬生                                                                                |
| ジェームズ・モリアーティ教授 | レオ・マッカーン       | 島宇志夫                                                                                |
| シャーロック・ホームズ       | ダグラス・ウィルマー   | 千葉耕市                                                                                |
| ジョン・H・ワトスン          | ソーリー・ウォルターズ | 増岡弘                                                                                  |
| ヴィクトリア女王             | スーザン・フィールド   | 淀川長治                                                                                |
| レッドクリフ卿               | ジョン・ル・メズリヤー | 真木恭介                                                                                |
| フィニー                     | ロイ・キニア           | 緑川稔                                                                                  |
| ブルーナー                   | ジョージ・シルヴァー   | 亀井三郎                                                                                |
| オペラの見物人               | アルバート・フィニー   |                                                                                         |
| 不明 その他                  |                        | 弥富光央 小関一 加藤治 仁内達之 福沢良 広瀬正志 小野丈夫 鈴木れい子 山田礼子 秋元千賀子 |
|                              |                        |                                                                                         |
| 演出                         | 演出                   | 左近允洋                                                                                |
| 翻訳                         | 翻訳                   | 篠原慎                                                                                  |
| 効果                         | 効果                   | PAG                                                                                     |
| 調整                         | 調整                   | 栗林秀年                                                                                |
| 制作                         | 制作                   | グロービジョン                                                                          |
| 解説                         | 解説                   | 淀川長治                                                                                |
| 初回放送                     | 初回放送               | 1981年11月29日 『日曜洋画劇場』                                                         |

## スタッフ
- 監督・脚本：ジーン・ワイルダー
- 製作：リチャード・A・ロス
- キャラクター創造：アーサー・コナン・ドイル
- 撮影：ジェリー・フィッシャー
- 編集：ジム・クラーク
- 音楽：ジョン・モリス